# Mats Hellström
Mats Hellström (ur. 12 stycznia 1942 w Sztokholmie) – szwedzki polityk, nauczyciel akademicki i dyplomata, poseł do Riksdagu, minister w latach 1983–1991 i 1994–1996.

## Życiorys
Kształcił się na Uniwersytecie Sztokholmskim, magisterium uzyskał w 1965. Do 1969 pracował jako wykładowca ekonomii na tej uczelni. Działacz Szwedzkiej Socjaldemokratycznej Partii Robotniczej, w latach 1969–1996 był członkiem zarządu tego ugrupowania. Między 1969 a 1996 zasiadał w szwedzkim parlamencie (nie wykonywał mandatu w okresie pełnienia funkcji rządowych).
Był członkiem rządów, którymi kierowali Olof Palme i Ingvar Carlsson. Pełnił funkcję ministra bez teki odpowiedzialnego za handel zagraniczny (1983–1986), ministra rolnictwa (1986–1991) oraz ministra bez teki odpowiedzialnego za handel zagraniczny i stosunki europejskie (1994–1996). Odpowiadał także w gabinetach za współpracę nordycką (1986–1991 i 1991–1994). W latach 1996–2001 zajmował stanowisko ambasadora Szwecji w Niemczech. Od 2002 do 2006 był gubernatorem okręgu administracyjnego Sztokholm.